# Thiết Ngưng
Thiết Ngưng (chữ Hán: 鐵凝; sinh năm 1957) là nữ nhà văn, chính trị gia Trung Quốc. Bà là Ủy viên Ủy ban Trung ương Đảng Cộng sản Trung Quốc khóa XX, hiện là Chủ tịch Hội Nhà văn Trung Quốc.

## Tiểu sử
Thiết Ngưng sinh tại Bắc Kinh nhưng có quê quán ở tỉnh Hà Bắc.
Ngày 12 tháng 11 năm 2006, bà được Đại hội lần thứ 7 Hội Nhà văn Trung Quốc bầu làm Chủ tịch Hội, kế nhiệm nhà văn Ba Kim đã từ trần hôm 17 tháng 10 năm 2005. Như vậy bà là Chủ tịch Hội thứ ba trong lịch sử Hội Nhà văn Trung Quốc kể từ khi thành lập vào năm 1949, sau Mao Thuẫn và Ba Kim.

## Tác phẩm
- Ôi, Hương Tuyết (哦，香雪), (1982)
- Chiếc áo đỏ không cúc (沒有紐扣的紅襯衫)
- Đề tài chuyện tháng Sáu (六月的話題), truyện ngắn
- Mạch kiết đoá (麥秸垛)
- Miên hoa đoá (棉花垛)
- Con đường làng dẫn tôi về nhà (1983)
- Vĩnh viễn là bao lâu (永遠有多遠), (1999)
- Cửa hoa hồng (玫瑰門)
- Đại dục nữ (大浴女), tạm dịch: Người đàn bà tắm